# Matthijs Vermeulen
Matthijs Vermeulen (egentlig Matheas Christianus Franciscus van der Meulen) (født 8. februar 1888 i Helmond, – død 26. juli 1967 i Laren, Holland) var en hollandsk komponist.
Han er en af de betydelige hollandske komponister i det 20 århundrede.
Han var også journalist og musikkritiker. Han har skrevet mange værker for både orkester og soloinstrumenter.
Vermeulen er nok bedst kendt for sine 7 symfonier, som er i atonal stil, og orkesterværket Den Flyvende Hollænder.

## Udvalgte værker
- Symfoni nr. 1 "Symfoniske sange" (1914) - for orkester
- Symfoni nr. 2 "Optakt til den nye dag" (1920) - for orkester
- Symfoni nr. 3  "Thrène og Péan" (1921) - for orkester
- Symfoni nr. 4 "Sejrene" (1941) - for orkester
- Symfoni nr. 5 "De syngende i morgen" (1945) - for orkester
- Symfoni nr. 6 "Glade minutter" (1958) - for orkester
- Symfoni nr. 7 " Dithyrambs for de kommende tider" (1965) - for orkester
- "Den Flyvende Hollænder" (1930) (orkesterfantasi) - for orkester
- "Balkonen"(1944) - for mezzosopran og klaver
- "Tre kærlighedssange" (1962) - for mezzosopran og klaver